# Ачи-Катена
Ачи-Катена (итал. Aci Catena) — город в Италии, расположен в регионе Сицилия, подчинён административному центру Катания (провинция).
Население составляет 27 695 человек, плотность населения составляет 3365 чел./км². Занимает площадь 8 км². Почтовый индекс — 95022. Телефонный код — 00095.
Покровительницей города почитается Пресвятая Богородица (Madonna della Catena). Праздник города ежегодно празднуется 15 августа и 11 января.
Соседние коммуны: Ачиреале, Ачи-Кастело, Вальверде.

## Города-побратимы
- Сеута, Испания
- Катенануова, Италия
- Кампофьорито, Италия